# Verdaccio

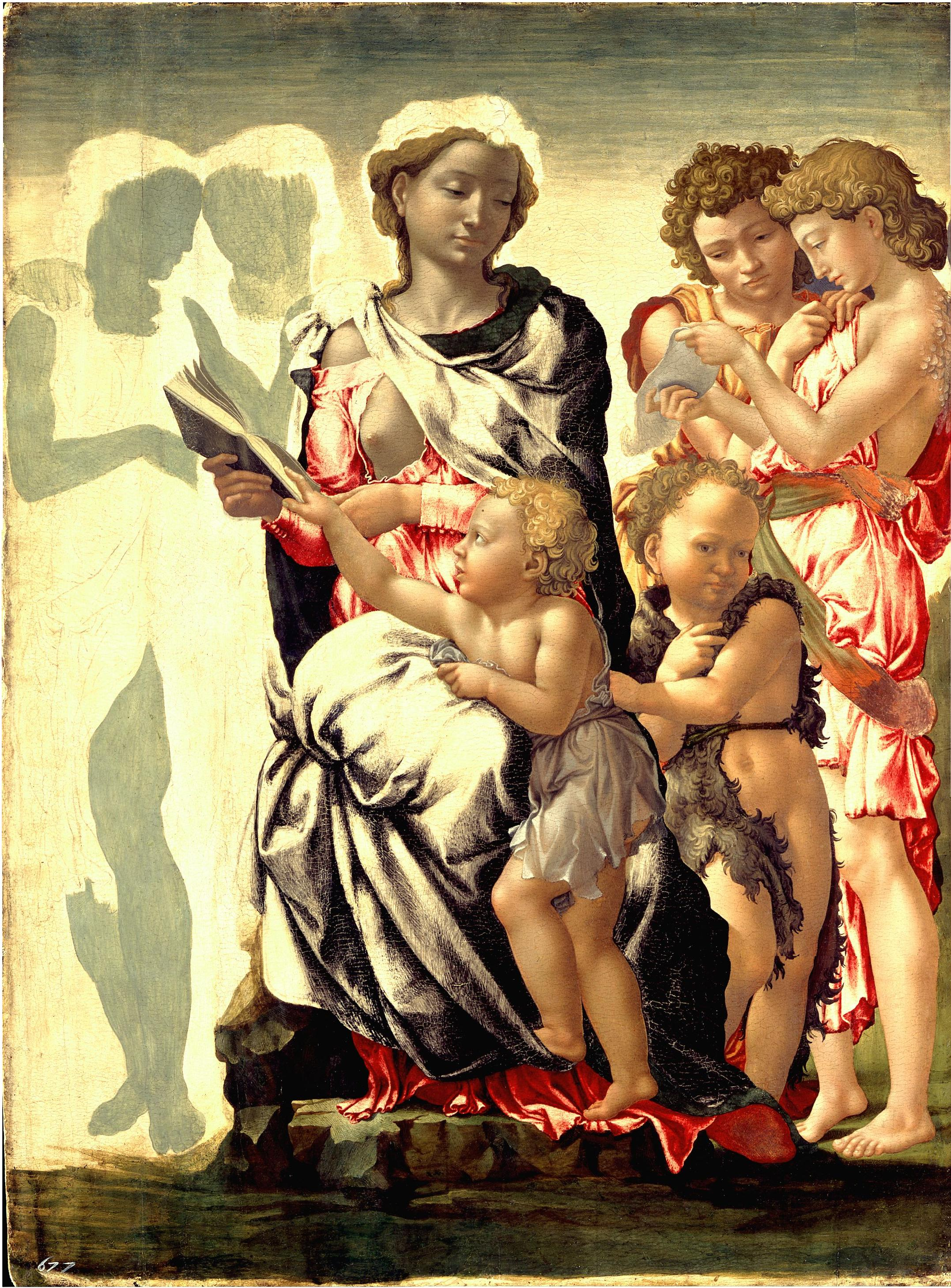
Michelangelo Buonarroti, Madonna di Manchester, National Gallery, Londra

Il verdaccio è una pittura di fondo verde monocromatica utilizzata negli affreschi e nei dipinti a pannello e come base per dipinti ad olio su tela. Il verdaccio era principalmente usato come pittura per incarnati. Era composto da terra verde e piombo bianco, eventualmente insieme ad altri pigmenti per scurire o regolare la tonalità per l'area di colore specifica da dipingere. Sulla Madonna di Manchester, un pannello incompiuto attribuito a Michelangelo, si può riconoscere questo verdaccio nella pittura delle pelli.

## Storia
Il verdaccio proviene dalla tradizione bizantina. Nel corso degli anni, sono state utilizzate diverse tecniche per dipingere (e dipingere meno) la pelle. I bizantini usavano il termine andreikelon (ἀνδρείκελον o άνδρείχελον) per descrivere il colore del corpo. Le prime ricette sono state individuate nel testo anonimo Mappae clavicula, dell'ottavo secolo. Il monaco Teofilo descrisse a sua volta le ricette per la verniciatura della pelle nel suo Schedula diversarum artium (1100-1120) e nel cosiddetto Libro di pittura trovato sul monte Athos (dopo il 1300) molta attenzione è stata prestata alla corretta visualizzazione del tono della pelle e viene discussa la verniciatura verde.
La pratica pittorica bizantina fu importata in Italia da pittori greci come Barnaba e Bizzamano, che si stabilirono in Toscana nel XII secolo. A Firenze, questa pittura era chiamata verdaccio, a Siena si chiamava bazzèo.

Sandro Botticelli, La nascita di Venere, 1486 circa, Uffizi. Esempio di tempera sul verdaccio della fine del XV secolo.

La tecnica dell'uso del verdaccio come pittura di fondo per le pelli ha fatto la sua comparsa in Italia sin dal Trecento e sempre in Italia si è resa abbastanza popolare nel corso del Quattrocento, ma è stata rapidamente applicata anche a nord delle Alpi, come evidenziato da un trattato olandese sull'illustrazione del XV secolo. Le aree della pelle venivano prima colorate con lo sfondo verde e poi rifinite con vernice rosa e ocra per ottenere il tono della pelle. Questo processo è stato utilizzato in Italia per la pittura a tempera. Poiché la tempera si asciuga molto rapidamente ed è opaca, le miscele di colore si potevano ottenere ombreggiando lo strato superiore sul substrato con linee sottili, un metodo molto elaborato. Tuttavia, gli italiani continuarono ad usare la tecnica della tempera fino all'inizio del XVI secolo e la pittura ad olio per incarnati fu sistematicamente evitata.
Nonostante la popolarità del verdaccio descritta dal lavoro di Cennini, anche nello studio di Giotto, secondo Cennini il campione del verdaccio, venivano utilizzate altre pitture per le tonalità della pelle.
Come accennato, l'uso della pittura verde si è diffuso anche al di fuori dell'Italia. Esempi dell'uso della tecnica della tempera italiana con una pittura del verdaccio sono la tipografia Wilton del 1390, che fu probabilmente dipinta fuori dall'Italia e i pannelli laterali che Melchior Broederlam dipinse intorno alla fine del XIV secolo per la pala d'altare di Jacob de Baerze per la Certosa di Champmol, commissionata da Filippo II di Borgogna. Il tondo di Jan Maelwael, il Great Round Pieta, dipinto intorno al 1400, molto probabilmente fu dipinto con la stessa tecnica.

Ma anche al di fuori dell'Italia, la superficie verde è tutt'altro che esclusiva. Rogier van der Weyden e il suo studio hanno usato spesso delle vernici grigie per gli incarnati e anche con Van Dyck, Rembrandt e Verspronck si possono trovare delle vernici grigie per gli incarnati.
 Il verdaccio è diventato superfluo in particolare con lo sviluppo della tecnica della pittura ad olio per incarnati di Jan van Eyck, che ha applicato i toni della pelle in pittura ad olio su una vernice bianca. Per molto tempo, Van Eyck ha usato la pittura ad olio per dipingere tendaggi, cieli, paesaggi e altri sfondi, ma non per i toni della carne. I pannelli del Champmol di Broerlam, ad esempio, sono in gran parte dipinti a olio, ad eccezione degli incarnati.
Il nuovo sviluppo di Van Eyck divenne rapidamente popolare e ottenne un gran seguito. I lavori a riguardo di Leonardo da Vinci furono tra i primi esperimenti con la pittura ad olio per incarnati in Italia. Dagli stessi si può vedere come Da Vinci non avesse ancora il pieno controllo della tecnica. Utilizzò quantità eccessive di olio per aggiornare le ombre, il che si nota in particolare nelle rughe della vernice sulla pelle. L'uso del verdaccio per la verniciatura degli incarnati è venuto meno, insieme alla pittura a tempera, prima nelle Fiandre (XV secolo) e poi in Italia (XVI secolo), sebbene rimase in uso fino al diciottesimo secolo.